# Avenida de Vallellano (Córdoba)
La avenida de Vallellano, anteriormente denominada como avenida Conde de Vallellano (1953-2019) y avenida del Flamenco (2019-2020), es la vía más ancha y una de las más largas de la ciudad de Córdoba (España), que discurre por el lado oeste del centro histórico. 
Comienza al sur por la avenida del Corregidor, mantiene diferentes afluentes de calles tanto a la izquierda como a la derecha. En los laterales de la avenida, existen grandes extensiones de jardines, remodelados en su parte este en los primeros meses del 2007 y los de la parte oeste que están siendo rehabilitados en la actualidad. La prolongación norte de esta gran avenida es la avenida de la Victoria, donde se encuentran los jardines de la Victoria.
Esta avenida fue ideada para ser una gran entrada a la ciudad de Córdoba, y fue inaugurada junto a los jardines de Vallellano el 18 de julio de 1955 bajo la alcaldía de Antonio Cruz Conde, cuyo arquitecto fue José Rebollo Dicenta, creándose sobre la zona conocida como Huerta del Rey, Charco de la Pava, así como los llanos de Vista Alegre, y en paralelo a la construcción del puente de San Rafael. Su nombre se debe a Fernando Suárez de Tangil, conde de Vallellano, quien era ministro de Obras Públicas y ayudó a la construcción de la avenida y diversas obras públicas junto al alcalde, su yerno.
En la acera este se encuentran dos edificios oficiales: la Subdelegación del Gobierno de la Nación y la Audiencia Provincial. 
El 6 de junio de 2019, bajo el mandato de la alcaldesa socialista Isabel Ambrosio, la vía cambió su nombre a avenida del Flamenco según la Ley de Memoria Histórica. No obstante, en marzo de 2020 el gobierno del popular José María Bellido en coalición con Ciudadanos decidió revertir este proceso, aunque reduciendo el nombre de "Conde de Vallellano" a únicamente "Vallellano".